# Suffragio femminile in Italia
La storia del suffragio femminile in Italia ha origine nell'Ottocento e assume due forme: voto amministrativo e voto politico.

## Il voto amministrativo

### Prima dell'unità d'Italia

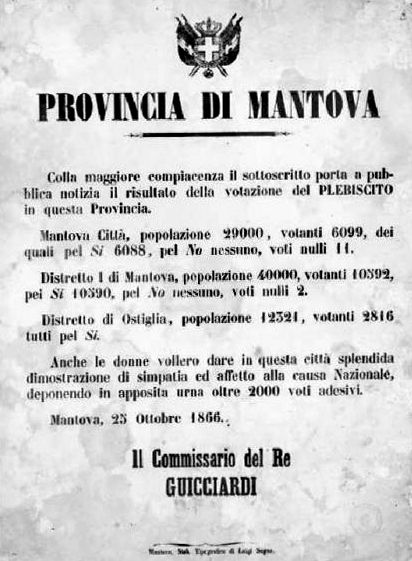
Il voto delle donne nel plebiscito del 1866 a Mantova

In Lombardia, che era sotto dominazione austriaca, le donne benestanti e amministratrici dei loro beni potevano esprimere una loro preferenza elettorale a livello locale attraverso un tutore e in alcuni comuni potevano essere elette.
Nel Granducato di Toscana (dal 1569 al 1859) e in Veneto le donne partecipavano alle elezioni di politica locale ma non potevano essere elette. In Toscana un decreto datato 20 novembre 1849 sanciva il diritto di voto amministrativo per le donne attraverso una procura e dal 1850 anche tramite una scheda inviata al seggio con una busta sigillata.
In occasione del plebiscito del Veneto del 1866, seppur non previsto, anche le donne vollero esprimere il proprio sostegno all'unità d'Italia e per questo inviarono diverse lettere di protesta a re Vittorio Emanuele II, mentre a Mantova vennero raccolte in urne separate circa 2.000 schede. Nella stampa dell'epoca venne sottolineato il carattere patriottico di questa partecipazione, trascurando gli accenni di protesta (l'amarezza e l'umiliazione) e di rivendicazione del diritto di voto.

### Dal 1861 alla fine dell'Ottocento
Con l'avvento dell'Unità i diritti di voto garantiti localmente vennero meno e si diede per scontata l'esclusione delle donne dalla vita politica dettata dalle tradizioni. La formula “i cittadini dello Stato” che si legge nei decreti e nelle leggi dell'Italia unita si riferiva per tacito accordo ai soli uomini.
Il Regno d'Italia ignorava la parte femminile che lo costituiva: per questo motivo nel 1861 le donne lombarde, definendosi con audacia “cittadine italiane”, portarono alla Camera una petizione nella quale rivendicavano il diritto di voto che era in loro possesso prima dell'Unità e chiedevano che venisse esteso a tutto il paese.
Furono numerosi i tentativi di ammettere le donne al voto amministrativo immediatamente dopo l'Unità d'Italia: ci furono i disegni di legge Minghetti, Ricasoli (del 13 marzo e 22 dicembre 1861) e quello del ministro dell'interno Ubaldino Peruzzi del 5 marzo 1863 nel quale si richiedeva l'estensione del diritto di voto per le contribuenti nubili o vedove. Nel 1865 la questione si concludeva con il discorso di Boncompagni, relatore alla Camera sul progetto Petruzzi. Egli affermò: “I nostri costumi non consentirebbero alla donna di frammettersi nel comizio degli elettori, per recare il suo voto”, e la dichiarò anche non eleggibile ponendola allo stesso livello di analfabeti, falliti, condannati (art. 26 della legge 2248 del 20 marzo).

Nel 1871 e nel 1876 i ministri Lanza e Nicotera separatamente presentarono progetti di riforma elettorale a livello amministrativo, i quali furono approvati con forti opposizioni ma vennero insabbiati e non furono mai discussi in Senato.

Nel 1877 Benedetto Cairoli propose nuovamente l'estensione alle donne del diritto di voto amministrativo limitato, appoggiato da Annibale Marazio.
Parallelamente gravava nel contesto politico la questione del suffragio universale maschile e Agostino Depretis (che guidava il governo dal 1876) formulò due nuovi progetti di riforma elettorale a livello amministrativo.
Il primo, del maggio 1880 nel quale proponeva di estendere l'elettorato ai cittadini di entrambi i sessi e maggiorenni, in possesso di diritti civili e paganti le imposte, non fu neanche preso in considerazione. Giuseppe Zanardelli controbatte al progetto ribadendo la natura maschile del suffragio devota all'impegno civile e politico che si pone in antitesi con quella femminile che si occupa da sempre dell'educazione, della famiglia.

Il secondo progetto di Depretis, datato novembre 1882, sanciva l'estensione del diritto di voto agli alfabeti maggiorenni: tale progetto viene valutato negativamente. Francesco Crispi nel 1883 affermò che non era conveniente né opportuno estendere questo diritto alle donne perché le tradizioni la vedevano ancora legata alla sfera privata, di conseguenza Depretis non esitò a rinunciare alla questione del voto femminile, ma ottenne un primo allargamento del suffragio maschile.

Il Congresso delle associazioni liberali monarchiche svoltosi nel 1887 fu teatro di una discussione sul voto femminile limitato e inviato tramite posta.

### Dal 1890 al fascismo
La partecipazione delle donne alla vita politica era considerata incompatibile con la natura di quest'ultima, ma per quanto riguardava il voto amministrativo locale l'opinione pubblica cominciava a fine secolo a recepire opinioni diverse.
La prima conquista in questo campo avvenne nel 1890: la legge n. 6972 del 17 luglio conferiva alle donne la possibilità di votare e di essere votate nei consigli di amministrazione delle istituzioni di beneficenza. Iniziava così il cammino che avrebbe portato le donne all'ottenimento del suffragio universale.
Seguirono le leggi:
- n. 295 del 16 giugno 1893 che ammetteva le donne al voto nei collegi di probiviri chiamati a risolvere i conflitti di lavoro;
- n. 121 del 20 marzo 1910 che conferiva alle donne la partecipazione elettorale nelle Camere di Commercio;
- n. 487 del 4 giugno 1911 con la quale le donne potevano partecipare alle elezioni di organi dell'istruzione elementare e popolare.[1]

Nel 1907 Adelaide Coari presentò il suo "Programma minimo femminista" presso un congresso a Milano: tra le sue richieste figurava quella di concedere alla donna diritti, tra cui il diritto di voto amministrativo, che fino a quel momento erano negati.
Amedeo Sandrini, riprendendo l'impegno assunto in sede di approvazione della legge Sacchi, ottenne da Montecitorio il 19 novembre 1920, per la prima volta in Italia l'approvazione di un emendamento per il voto alle donne nelle elezioni amministrative. Il disegno di legge decadde al Senato del Regno per la cessazione anticipata della XXV legislatura.
Nel 1922 Benito Mussolini salì al governo. Egli, accolto da Margherita Ancona e Alice Schiavoni Bosio, partecipò nel 1923 al IX Congresso della Federazione Internazionale Pro Suffragio e promise di concedere il voto amministrativo alle Italiane a meno che non si verificassero imprevisti, e rassicurò gli uomini parlando di “conseguenze benefiche” che sarebbero derivate dalla suddetta concessione. Tra l'altro Mussolini sottolineò l'atteggiamento pacato delle suffragette italiane, che reclamavano il diritto di voto senza aggressività. Il 9 giugno dello stesso anno apparve il disegno di legge che prevedeva la concessione del voto amministrativo, spettante alle eroine della Patria, alle madri o vedove di caduti in guerra e alle donne istruite.
Il 22 novembre 1925 fu promulgata una legge che per la prima volta rendeva le Italiane elettrici in ambito amministrativo. Il provvedimento sarebbe entrato in vigore il 9 dicembre di quell'anno, ma fu reso inutile a causa della riforma podestarile, avvenuta pochi mesi dopo, il 4 febbraio 1926: così ogni elettorato amministrativo locale veniva annullato e si sostituiva al sindaco il podestà, che insieme ai consiglieri comunali non era eletto dal popolo, ma nominato dal governo.

## Il voto politico

### Dall'unità d'Italia a fine Ottocento
La battaglia delle donne per l'ottenimento del voto politico fu molto più lunga di quella che riguarda l'elettorato amministrativo ed ebbe inizio nell'Ottocento, quando l'ideologia sansimonista divulgava le sue idee sull'emancipazione femminile.
Giuseppe Mazzini conosceva l'ideologia sansimonista e riteneva la donna “l'Angelo della famiglia. Madre, sposa, sorella, la donna è la carezza della vita, la soavità dell'affetto diffuso sulle sue fatiche, un riflesso sull'individuo della provvidenza amorevole che veglia sull'Umanità”. Da questo può sembrare che Mazzini esaltasse più che altro la figura della “madre educatrice” ma d'altra parte egli era convinto che gli uomini non avessero nessuna superiorità.
La Repubblica Romana del 1849, di ispirazione mazziniana e di cui lui fu Triumviro ma che durò pochi mesi, prevedeva in teoria il suffragio universale maschile e femminile attivo e passivo, non menzionando il sesso degli elettori (tuttavia per consuetudine eletti e candidati furono uomini):
(Articolo 17 della Costituzione della Repubblica Romana)
(Principii fondamentali, articolo I)
Gli originari della Repubblica.
Coloro che hanno acquistata la cittadinanza per effetto delle leggi precedenti.
Gli altri Italiani col domicilio di sei mesi.
Gli stranieri col domicilio di dieci anni.
I naturalizzati con decreto del potere legislativo»
(Articolo 1)
Insieme a Mazzini, un'altra figura di rilievo a favore dell'emancipazione femminile fu Salvatore Morelli (soprannominato “il deputato delle donne”). Nel 1867 Morelli presentò il primo disegno di legge che prevedeva la concessione del voto politico alle donne. Egli proponeva la parificazione a livello giuridico tra maschi e femmine: fu per questa ragione che tale progetto e anche un successivo del 1875 non furono presi in considerazione. Nel 1867 Mazzini, in una lettera alla sua amica e suffragista inglese Clementia Taylor, scriveva che “nulla si conquista, se non è meritato” e nello stesso anno in una lettera a Morelli affermava che i tempi non erano maturi. Non gli si poteva dar torto, perché in Italia il movimento degli emancipazionisti era tutt'altro che coeso e donne che ne facevano parte non erano favorevoli a ottenere diritti politici.

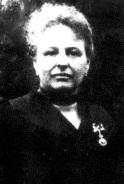
Anna Maria Mozzoni

Passando al lato femminile, Anna Maria Mozzoni è considerata la più coerente sostenitrice del suffragio nell'Italia dell'Ottocento. Nella sua opera La donna e i rapporti sociali, del 1864, aveva scritto che la donna doveva “protestare contro la sua attuale condizione, invocare una riforma e chiedere […] ” tra l'altro che le fosse concesso almeno “il diritto elettorale” se non anche la possibilità di essere eletta. Secondo la scienza del tempo uomini e donne erano diversi biologicamente: la donna veniva considerata instabile a causa dei suoi cicli quindi il suo senso di giustizia veniva compromesso e non era considerato affidabile. La Mozzoni rifiutava questa convinzione sostenendo che dare voce agli interessi femminili fosse l'unica maniera per fare dell'Italia una società moderna.

Nel 1877 dopo il secondo fallimento di Morelli, la Mozzoni intervenne nel dibattito con una petizione (la prima nel suo genere) per il voto politico alle donne nella quale affermava: “Ora questa massa di cittadini che ha diritti e doveri, bisogni ed interessi, censo e capacità, non ha presso il corpo legislativo nessuna legale rappresentanza, sicché l'eco della sua vita non vi penetra che di straforo e vi è ascoltata a malapena.[...] trovandoci noi [donne], perciò, al giorno d'oggi, alla eguale portata intellettuale di una quantità di elettori [uomini] che il legislatore dichiara capaci, stimiamo che nulla costi acché venga a noi pure accordato il voto politico, senza del quale i nostri interessi non sono tutelati ed i nostri bisogni rimangono ignoti.”. La petizione della Mozzoni aprì nel 1877 un dibattito alla Camera che venne ripreso nel 1883 e si concluse in un nulla di fatto.

Nel 1881 la Mozzoni partecipò al Comizio dei Comizi: si trattava di un'assemblea che chiudeva un circolo di riunioni tenutesi in tutta Italia per obbligare Depretis a promuovere la riforma elettorale.
Le Mozzoni non mancò di pronunciarsi: “Da un secolo ormai la donna protesta contro questo stato di cose in tutti i paesi civili. Essa afferma il suo diritto al voto perché è persona libera e completa - mezzo come l'uomo in faccia alla specie - fine a sé stessa, al par di lui, nella attività della sua coscienza. […] Proclamando il suffragio universale per voi soli, allargate il privilegio [che caratterizzava il passato] - proclamandolo con noi, lo abolite [...] rivendicando il voto per tutti voi fate un emendamento al presente - rivendicandolo per noi chiedete l'avvenire.”. Nello stesso anno la Mozzoni fondò la Lega promotrice degli interessi femminili e inviò al Parlamento una nuova petizione che si risolse con la riforma elettorale del 1882: fu un insuccesso per le donne. Per un po' di tempo in Parlamento non si parlò più dell'estensione del suffragio alle donne.

In una conferenza a Bologna del 1890 Anna Maria Mozzoni espresse nuovamente tutto il suo dissenso verso uno stato che esercitava la giustizia, ma in modo sbilanciato in quanto sosteneva i diritti solo di una parte di esso cioè quella maschile. Inoltre affermò di essere stufa delle “accuse di codardia, d'inferiorità intellettuale, di mancanza di senso giuridico, di incapacità in una grande quantità di cose”. La Mozzoni continuò poi dicendo: "siamo rientrate in noi stesse, abbiamo esaminato i nostri pregi ed i nostri difetti e ci siamo permesse di esaminarvi anche voi, spogli del diritto divino, che è scaduto affatto nella nostra opinione ed abbiamo trovato che la nostra ragione procede al par della vostra con la forma sillogistica; che i problemi che travagliano la vostra coscienza, sono gli stessi che turbano la nostra; che la libertà che voi amate, l'amiamo anche noi; che i mezzi coi quali voi conquistaste la vostra, furono indicati dagli stessi principii che debbono rivendicare la nostra".

L'impegno della Mozzoni non è stato sufficiente a modificare la condizione del diritto di voto alle donne sul piano legislativo, ma ha dato un importante contributo a sostegno dei movimenti in materia di suffragio femminile che caratterizzeranno il Novecento. Questi movimenti che in molti paesi dell'Europa si poterono classificare come attività dei gruppi di suffragette, in Italia assunsero caratteri meno irruenti perciò le suffragette italiane rimasero un fenomeno di poco conto.

### Dal 1900

Maria Montessori

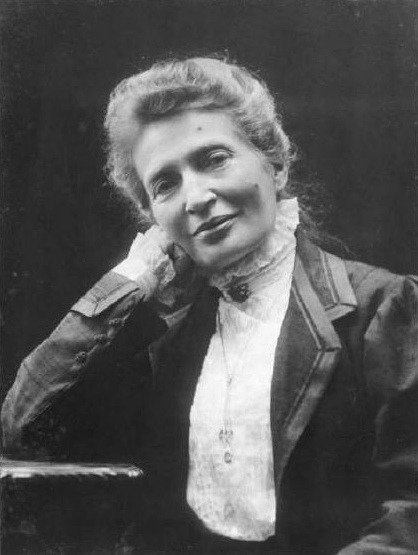
Anna Kuliscioff

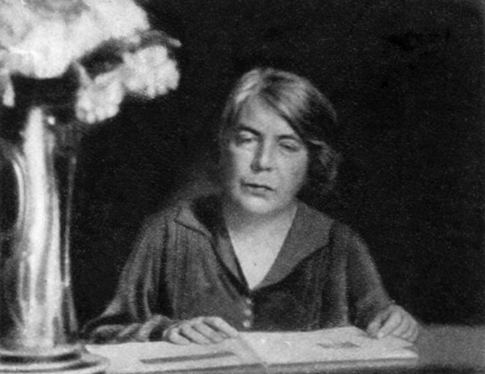
Grazia Deledda, scrittrice di Barbagia, fu nel 1909 la prima donna candidata al parlamento italiano

Dopo gli insuccessi di Morelli, nel 1903 un nuovo disegno di legge che prevedeva l'estensione del diritto di voto anche alle donne fu firmato dal repubblicano Roberto Mirabelli e discusso nel giugno 1904 e nel dicembre 1905.. Mirabelli era profondamente convinto che fosse necessaria una riforma del sistema elettorale e fece del suffragio universale uno dei punti cardine del suo programma politico. Nel Novecento i disegni di legge riguardanti l'estensione del suffragio iniziarono a essere considerati maggiormente rispetto a quanto era stato fatto nel secolo precedente perché erano entrati in Parlamento gruppi di cattolici e di socialisti i quali da sempre trattavano con riguardo le questioni più strettamente legate al popolo.
Nel 1906 viene proposta dal Comitato Nazionale pro-suffragio Femminile una nuova petizione scritta da Anna Maria Mozzoni e firmata da diverse celebri italiane, tra le quali Maria Montessori, la notissima pedagogista. Le donne, sempre più consapevoli che non poter votare equivaleva a non esistere, approfittarono del silenzio legislativo per chiedere l'iscrizione alle liste elettorali e alcune domande vennero accolte suscitando critiche. Il silenzio legislativo era apparentemente dovuto a una svista del legislatore, ma nessuna coscienza pubblica avrebbe consentito alle donne di votare.
Sempre nel 1906, Maria Montessori pubblicò sul giornale La Vita un appello in cui invitava le donne italiane a iscriversi nelle liste elettorali politiche, visto che nessuna legge vietava espressamente il suffragio femminile. In ciò trasse ispirazione dalla sua storia personale: nessuna legge proibiva in Italia l'iscrizione delle donne all'università di Medicina ed erano solo le convenzioni sociali a far considerare ciò impossibile; noncurante delle convenzioni, la Montessori diventò medico. L'appello all'iscrizione alle liste elettorali fu colto da numerose donne, specialmente maestre, infermiere e ostetriche, che fecero richiesta in tal senso alle corti di appello delle loro città. Tutte le sentenze si conclusero con esito sfavorevole, fatta eccezione per la città di Ancona, dove dieci maestre ottennero la tessera elettorale, creando un importante precedente e anticipando di quarant'anni la conquista del diritto di voto femminile. In seguito a ciò, Maria Montessori scrisse, rivolgendosi alla città: "...In te nacque la donna, in te la redenzione femminile pose l'alto vessillo".
Nel 1908 il Comitato Nazionale pro-suffragio organizzò un convegno. Tra i temi più discussi figurarono l'assurdità di concedere il voto agli uomini che non sapessero leggere e scrivere, ma non alle donne che avessero studiato (a cura della presidentessa del Comitato Giacinta Martini Marescotti), il vantaggio che aveva portato la concessione del suffragio femminile nei paesi che l'avevano adottato (di Teresa Labriola).
Nel 1909, nelle liste per le elezioni alla XXIII legislatura del Regno d'Italia, al collegio di Nuoro della Camera comparve per la prima volta il nome di una donna: Grazia Deledda, scrittrice sarda che anni dopo avrebbe ricevuto il premio  Nobel, candidata dal Partito Radicale Italiano; ottenne solo 34 voti, di cui 31 contestati, ma la polemica fu accesa e dura. Su La Tribuna, ad esempio, Giuseppe Piazza dubitava che la scrittrice potesse avere qualità adatte al ruolo in quanto "anzichè un'adeguata preparazione per presieder domani una qualche Commissione di bilancio ha impiegato la sua vita in due cose, a scriver romanzi e a partorire degli ottimi figliuoli... Due cose delle quali l'ultima soprattutto è troppo grande per darle tempo e volontà di essere femminista e «deputata»".
Dal 1908 la socialista Anna Kuliscioff si era schierata a favore dell'estensione del suffragio e nel 1910 si oppose suo marito Filippo Turati (anche capo del partito di entrambi): egli scrisse che era favorevole all'estensione del diritto di voto alle donne, ma era convinto che non fosse ancora giunto il momento di concederlo. La Kuliscioff rispose che vi era poca ragione nel rimandare la concessione del diritto di voto alle donne per convenienza politica. Le socialiste avendo l'appoggio del loro partito presero sempre meno parte alle associazioni femminili pro-voto delle quali costituivano l'anima, decretandone una scarsa attività che fu risentita dalla Legge Giolitti del 1912.
Nel 1912 infatti, nel pieno di una discussione sul suffragio maschile, Turati annunciò che auspicava una legge elettorale nella quale fossero inclusi “tutti gli italiani, indipendentemente da differenze di carattere esclusivamente anatomico e fisiologico”. Da questo dibattito sulla riforma elettorale si ottenne il suffragio universale maschile dei cittadini maggiorenni, che fossero in grado di leggere e scrivere o che avessero preso parte al servizio militare; inoltre, a partire dal trentesimo compleanno, il voto veniva esteso anche agli analfabeti.

Delle donne non si faceva neanche menzione e questo decretò a partire dal 1913 un incremento dei Comitati pro-voto e delle manifestazioni. Tuttavia lo scoppio della prima guerra mondiale mise nuovamente a tacere i movimenti a favore del suffragio.

Con l'avvento della Grande Guerra l'assetto sociale cambiò: le donne dovettero sostituire gli uomini che erano partiti per il fronte e così facendo presero parte a lavori che la tradizione aveva sempre riservato al genere maschile.
Nel 1919 Don Luigi Sturzo (fondatore del Partito Popolare) inseriva nel programma del suo partito l'estensione del diritto di voto alle donne, tracciando un confine netto con la tradizione clericale e schierandosi quindi anche contro Papa Pio X che nel 1906 esortava le donne a dedicarsi piuttosto allo studio e ad applicarsi all'iniziativa sociale: «Questo sì che è per la donna un sublime apostolato, ma non elettrici, non deputatesse, perché è ancora troppa la confusione che fanno gli uomini in Parlamento! La donna non deve votare ma votarsi ad un'alta idealità di bene umano [...]. Dio ci guardi dal femminismo politico!». Fu questo stesso pontefice a sollecitare, nel 1909, nel giorno della beatificazione di Giovanna d'Arco, l'avvio dell'Unione Donne Cattoliche d'Italia, che in seno all'Azione Cattolica dovevano impiegare le loro energie nella società escludendo però qualsiasi attività di tipo politico; nel medesimo 1919 in cui Sturzo varava il suo Partito, le donne dell'Unione ottenevano l'accesso alla professione di avvocato e l'abolizione dell'autorizzazione maritale grazie alla "legge Sacchi", la quale introduceva una prima uguaglianza di genere e abilitava la donna, «a pari titolo degli uomini», all'esercizio di «tutte le professioni ed a coprire tutti gli impieghi pubblici» esclusi gli impieghi «giurisdizionali o l'esercizio di diritti e di potestà politiche, o che attengono alla difesa militare dello Stato".
Il clero espresse parere del tutto contrario il 21 ottobre 1945, quando papa Pio XII sostenne invece con energia il diritto di voto alle donne.
Il partito di Don Sturzo però non era l'unico ad aver inserito nel suo programma il diritto di voto per le donne: anche nel manifesto dei Fasci di combattimento, e nella Carta del Carnaro (con la quale Gabriele D'Annunzio governava Fiume) figurava questo punto.

Le donne, durante la guerra, avevano dato prova di riuscire a sostituire bene gli uomini e il Governo, sentendosi obbligato a dimostrare loro un po' di gratitudine, il 9 marzo 1919 promulgò la legge Sacchi con la quale si eliminava la predominanza dell'uomo nella famiglia. In quella sede fu approvato l'ordine del giorno Sichel che prevedeva l'ammissione delle donne al voto sia amministrativo sia politico su presentazione di un disegno di legge. 
Il disegno di legge in questione venne letto in aula nell'estate del 1919, fu approvato e divenne legge nel settembre dello stesso anno. Sembrava che le donne avessero vinto la loro battaglia ma non fu così perché questa legge non arrivò mai in Senato a causa della chiusura anticipata della legislatura dovuta alla questione fiumana: il che significava che tutte le leggi “in attesa di approvazione” decadevano.

### Dal Fascismo alla Seconda guerra mondiale

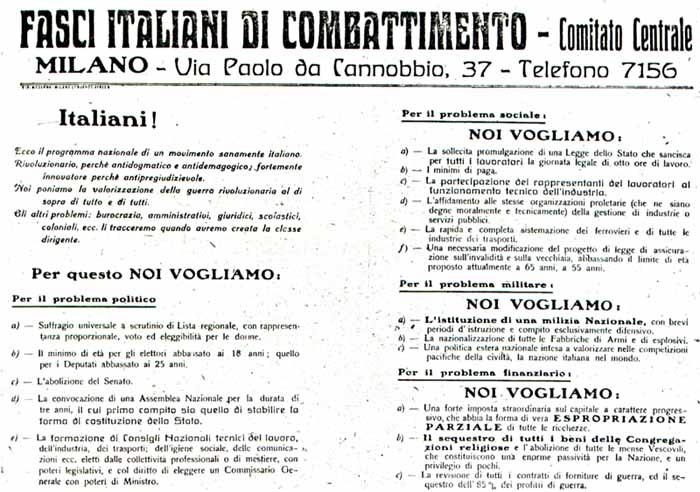
Il programma di San Sepolcro nel quale figura il suffragio femminile

Il Programma di San Sepolcro dei Fasci di combattimento, prevedeva che il diritto di voto dovesse essere esteso alle donne. Mussolini inizialmente sembrava intenzionato a concedere questo diritto “cominciando dal campo amministrativo”. Tuttavia l'intenzione si tradusse poi in un nulla di fatto con la riforma podestarile del 1926 e la riforma elettorale del 1928.
Interessante notare che, il 10 marzo 1925, quando alla Camera si discuteva dell'estensione del diritto di voto, il deputato Giacomo Acerbo leggendo una relazione sui principali avvenimenti che avevano caratterizzato la storia del diritto di voto alle donne, non dimenticò di citare la petizione del 1906 ma affermò che fosse stata scritta “dal Mozzoni”: attribuendo così sesso maschile alla maggiore emancipazionista italiana, Anna Maria Mozzoni.
Anni dopo l'Italia prese parte alla Seconda guerra mondiale e, com'era già successo durante la Grande Guerra, le donne dovettero rimpiazzare gli uomini. Questa volta però i convulsi avvenimenti degli ultimi due anni di guerra implicarono il loro coinvolgimento nella Resistenza.
In questo clima, su iniziativa del Partito comunista, nel novembre 1943 vennero fondati a Milano i Gruppi di Difesa della Donna e per l'Assistenza ai Volontari della Libertà: un'organizzazione costituita da donne che si univano per manifestare contro la guerra, assistere famiglie in difficoltà, supportare i partigiani.
Nel luglio 1944 i Gruppi di Difesa furono riconosciuti dal Comitato di Liberazione Nazionale dell'Alta Italia e nello stesso anno il giornale Noi Donne dava voce alle pubblicazioni ufficiali.
Nel mese di agosto i partiti capeggiati da Alcide De Gasperi (Democrazia Cristiana) e Palmiro Togliatti (Partito Comunista) si dimostrarono favorevoli alla questione dell'estensione del suffragio anche alle donne: fu così che prese forma il decreto De Gasperi-Togliatti, meglio conosciuto come decreto Bonomi dal nome del Presidente del Consiglio dei ministri del Regno d'Italia, oltreché ad interim Ministro dell'interno, che ricoprì la carica dal giugno 1944 al giugno del 1945.
Nel 1944 le donne ebbero diritto al voto, se capofamiglia, nella Repubblica partigiana della Carnia. La situazione per nulla rara all'epoca dei fatti visto che i mariti erano impegnati in guerra o in attività partigiane.
Nel mese di settembre del 1944, sempre per iniziativa del Partito comunista, a Roma venne fondata l'Unione Donne Italiane, nella quale vennero inseriti i Gruppi di Difesa della Donna: questa macro-organizzazione avrebbe dovuto rendere unitaria la campagna per il raggiungimento dei diritti politici. L'UDI era però di ideali più tendenti verso sinistra, fu per questa ragione che Maria Rimoldi, presidentessa delle donne cattoliche, propose di staccarvisi e dar vita a una nuova organizzazione di ispirazione cristiana: nasceva il Centro italiano femminile.
Nell'ottobre 1944 la Commissione per il voto alle donne dell'UDI e altre associazioni presentarono al governo Bonomi un documento nel quale parlavano dell'inevitabilità di concedere il suffragio universale e verso la fine del mese sorse il Comitato Pro Voto, volto a far conquistare il diritto di voto alle donne e fare in modo che esse potessero ottenere cariche importanti nelle amministrazioni pubbliche e negli enti morali.

Nel mese di novembre del 1944 UDI, CIF e altre organizzazioni commissionarono a Laura Lombardo Radice la scrittura di un opuscolo intitolato “Le donne italiane hanno diritto al voto”.

Successivamente le rappresentanti del Comitato Pro Voto consegnarono una petizione al Governo di Liberazione Nazionale nella quale chiedevano che il diritto di votare e di essere elette venisse esteso alle donne per le successive elezioni amministrative.
Il 20 gennaio 1945 Togliatti scrisse una lettera a De Gasperi nella quale affermava che fosse necessario porre la questione del voto alle donne nell'imminente consiglio dei ministri. A tale lettera De Gasperi rispose: “ho fatto più rapidamente ancora di quanto mi chiedi. Ho telefonato a Bonomi, preannunciandogli che lunedì sera o martedì mattina tu e io faremo un passo presso di lui per pregarlo di presentare nella prossima seduta un progetto per l'inclusione del voto femminile nelle liste delle prossime elezioni amministrative. Facesse intanto preparare il testo del decreto. Mi ha risposto affermativamente.”.

Il 30 gennaio 1945 nella riunione del consiglio dei ministri, come ultimo argomento, si discuteva del voto alle donne. La questione fu esaminata con poca attenzione ma la maggioranza dei partiti (a esclusione di liberali, azionisti e repubblicani) si dimostrò favorevole all'estensione. Il 1 febbraio 1945 venne emanato il decreto legislativo luogotenenziale n. 23 che conferiva il diritto di voto alle italiane che avessero almeno 21 anni.
Le uniche donne ad essere escluse erano citate nell'articolo 354 del regolamento per l'esecuzione del testo unico delle leggi di pubblica sicurezza: si trattava delle prostitute schedate che lavoravano al di fuori delle case dove era loro concesso di esercitare la professione.
Il decreto Bonomi tuttavia non faceva menzione dell'elettorato passivo: cioè della possibilità, per le donne, di essere votate. L'11 febbraio 1945 l'UDI compose un telegramma per Bonomi nel quale si richiedeva di sancire anche l'eleggibilità delle donne. Dovette trascorrere poco più di un anno prima che esse venissero accontentate e potessero godere dell'eleggibilità che veniva conferita alle italiane di almeno 25 anni dal decreto n. 74 datato 10 marzo 1946: da questa data in poi le donne potevano considerarsi cittadine con pieni diritti.

### Il secondo dopoguerra e le prime elezioni a suffragio universale
Il 21 ottobre 1945 papa Pio XII, come già ricordato, in presenza delle presidenti del CIF si dimostrò favorevole al suffragio femminile affermando: “ogni donna, dunque, senza eccezione, ha, intendete bene, il dovere, lo stretto dovere di coscienza, di non rimanere assente, di entrare in azione [..] per contenere le correnti che minacciano il focolare, per combattere le dottrine che ne scalzano le fondamenta, per preparare, organizzare e compiere la sua restaurazione”. Con queste parole Pio XII aveva interrotto la tradizione clericale in merito alla questione.
Segno potente di un definitivo cambiamento di mentalità in merito al suffragio femminile, col decreto legislativo luogotenenziale n. 74 del 10 marzo 1946, che era stato approvato dalla Consulta Nazionale il 23 febbraio 1946, Umberto dette alle donne, per la prima volta in Italia, il diritto di votare e il diritto di essere elette.
In base a tale decreto, le donne furono chiamate nel 1946 a votare alle prime elezioni amministrative del dopoguerra, che si svolsero a partire dal 10 marzo in cinque turni. Il decreto, che consentiva alle donne anche l'elettorato passivo, diede immediatamente i suoi frutti, infatti, già alle prime amministrative vi furono donne elette nelle amministrazioni locali, come Gigliola Valandro (Democrazia Cristiana) e Vittoria Marzolo Scimeni (DC) a Padova o Jolanda Baldassari (Democrazia Cristiana) e Liliana Vasumini Flamigni (Partito Comunista Italiano) a Forlì. Nello stesso anno furono anche elette le prime due donne sindaco: Ada Natali (Massa Fermana) e Ninetta Bartoli (Borutta).
Sempre in seguito al suddetto decreto del 10 marzo 1946, alle elezioni del 2 giugno 1946 per l'elezione dei deputati dell'Assemblea Costituente, parteciparono anche le donne, sia come elettrici, sia come candidate. Le elezioni del 1946 si svolsero assieme al Referendum istituzionale monarchia-repubblica. Al referendum del 2 giugno le donne votarono con un’affluenza dell’82%, leggermente più basso rispetto al dato totale dell'89,08%. Furono elette ventuno deputate; cinque di esse (Maria Federici, Angela Gotelli, Nilde Jotti, Teresa Noce, Lina Merlin), faranno parte della Commissione per la Costituzione incaricata di elaborare e proporre il progetto di Costituzione repubblicana. Questi i nomi delle 21 deputate costituenti: 
1. Adele Bei (Partito Comunista Italiano)
2. Bianca Bianchi (Partito Socialista Italiano di Unità Proletaria)
3. Laura Bianchini (Democrazia Cristiana)
4. Elisabetta Conci (Democrazia Cristiana)
5. Maria De Unterrichter Jervolino (Democrazia Cristiana)
6. Filomena Delli Castelli (Democrazia Cristiana)
7. Maria Federici (Democrazia Cristiana)
8. Nadia Gallico Spano (Partito Comunista Italiano)
9. Angela Gotelli (Democrazia Cristiana)
10. Angela Maria Guidi Cingolani (Democrazia Cristiana)
11. Nilde Iotti (Partito Comunista Italiano)
12. Teresa Mattei (Partito Comunista Italiano)
13. Angelina Merlin (Partito Socialista Italiano di Unità Proletaria)
14. Angiola Minella Molinari (Partito Comunista Italiano)
15. Rita Montagnana (Partito Comunista Italiano)
16. Maria Nicotra (Democrazia Cristiana)
17. Teresa Noce (Partito Comunista Italiano)
18. Ottavia Penna (Fronte dell'Uomo Qualunque)
19. Elettra Pollastrini (Partito Comunista Italiano)
20. Maria Maddalena Rossi (Partito Comunista Italiano)
21. Vittoria Titomanlio (Democrazia Cristiana)

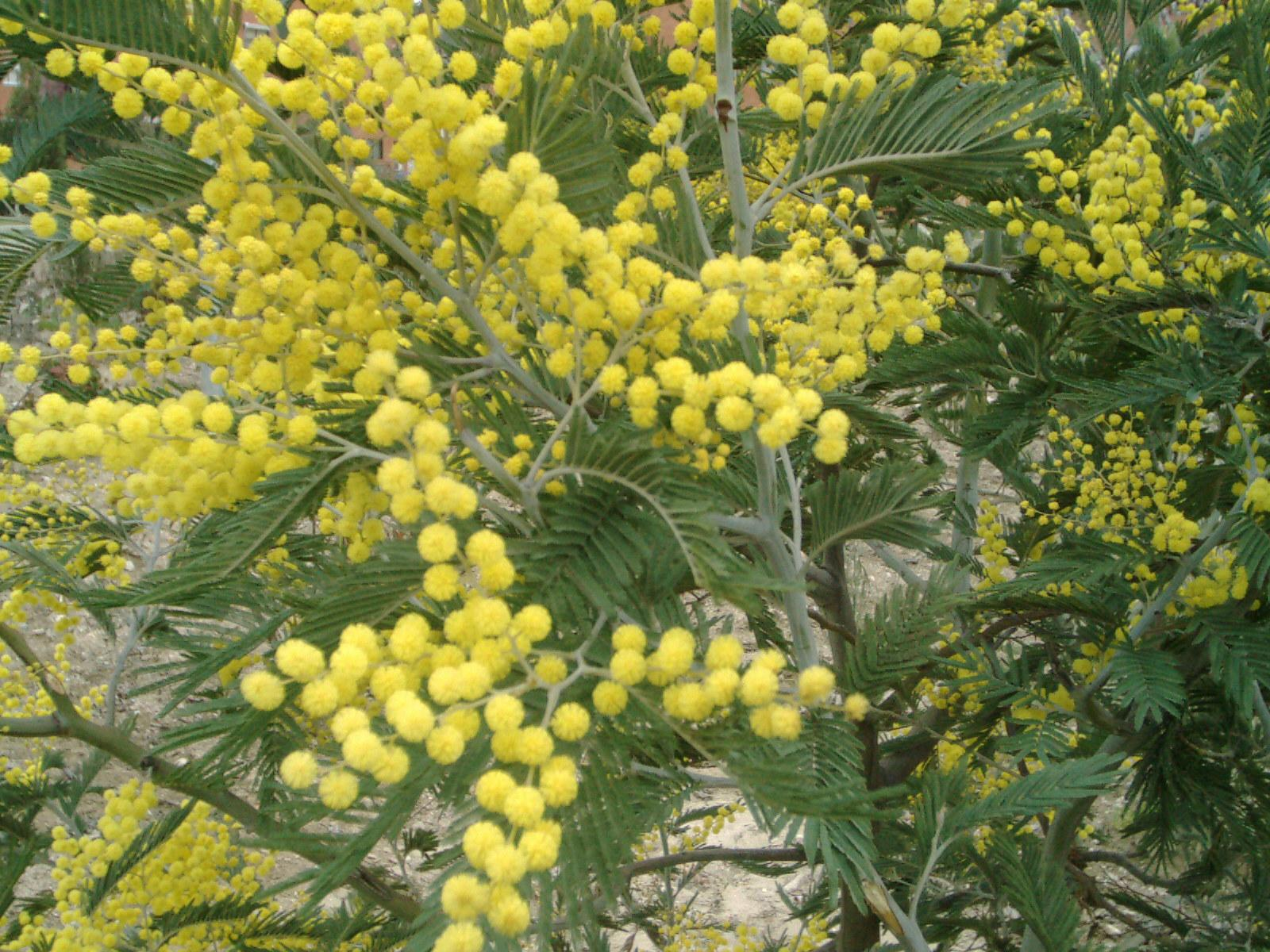
Un ramo di mimosa, associato alla Giornata internazionale della donna

Segno della disabitudine al voto femminile è presente nell'edizione del 2 giugno 1946 del Corriere della Sera, nell'articolo intitolato "Senza rossetto nella cabina elettorale" con il quale si invitavano le donne a presentarsi presso il seggio senza rossetto alle labbra. La motivazione è così spiegata: "Siccome la scheda deve essere incollata e non deve avere alcun segno di riconoscimento, le donne nell'umettare con le labbra il lembo da incollare potrebbero, senza volerlo, lasciarvi un po' di rossetto e in questo caso rendere nullo il loro voto. Dunque, il rossetto lo si porti con sé, per ravvivare le labbra fuori dal seggio.".
Nel 1948, terminati i lavori dell'assemblea costituente, venne approvata la Costituzione della Repubblica italiana; a conclusione di un travaglio durato oltre un secolo, il suo terzo articolo garantisce alle donne pari diritti e pari dignità sociale in ogni campo, compreso quello dell'elettorato attivo e passivo.
In quel clima di soddisfazione la mimosa venne associata per la prima volta ai festeggiamenti della Giornata internazionale della donna per merito di Teresa Mattei., Teresa Noce e Rita Montagnana.